# Giacomo Meyerbeer
Giacomo Meyerbeer   (Tasdorf, 5 de setembre de 1791 - París, 2 de maig de 1864), fou un compositor d'òpera alemany d'origen jueu, que es va formar a Itàlia, i que va desenvolupar la seua carrera fonamentalment a París, on va ser el primer gran exponent de la Grand Opéra francesa. L'estil de l'òpera de Meyerbeer es va aconseguir mitjançant la fusió de l'estil orquestral alemany amb la tradició vocal italiana.
Meyerbeer destaca per la gran popularitat que va gaudir en vida i l'oblit que pateix avui. Tanmateix mereix un lloc en la història de l'òpera com a impulsor de la Grand Opéra, extravagància amb ballet, decoració i vestuaris elaborats, històries d'herois i música exagerada. Meyerbeer ho va aconseguir mitjançant la fusió de l'estil orquestral alemany amb la tradició vocal italiana, que van ser emprats en el context de llibrets sensacionals i melodramàtics creats per Eugène Scribe que es van veure millorats per la tecnologia avançada del teatre de l'Òpera de París. Tot plegat va establir una norma que va ajudar a mantenir a París com la capital de l'òpera del segle xix.
Al mateix temps dels seus èxits a París, Meyerbeer, com a kapellmeister de la cort de Prússia des de 1832, i des de 1843 com a director general de Música de Prússia, també va ser influent en l'òpera a Berlín i a tota Alemanya, on va tenir molts alumnes entre ells la contralt russa Daria Mikhailovna Leonova. Va ser un dels primers mentors de Richard Wagner, al qual va fer possible la primera producció operística: Rienzi.
El gran so i l'escala sobredimensionada de Meyerbeer inspiraren tant Verdi com el mateix Wagner.

## Biografia

### Família
Meyerbeer va nàixer al si d'una família jueva a Tasdorf, Brandenburg, prop de Berlín, amb el nom de Jakob Liebmann Meyer Beer. El seu pare, Jacob Judah Herz Beer (1769-1825), va establir els fonaments d'una gran fortuna amb una fàbrica de sucre i la va augmentar notablement dedicant-se a la banca. Era un home amb una bona cultura i la seva casa era un generós punt de trobada per a poetes, compositors, artistes i científics. El cognom Meyer, que va afegir al seu propi, era el del seu avi matern, qui li va deixar un llegat. La seva mare, Amalia Liebmann Meyer Wulff (1767-1854) també procedia de l'elit social i era una dona de caràcter noble i gran capacitat mental, la influència de la qual sobre el seu fill dotat va demostrar ser considerable. Heinrich Heine, el poeta sarcàstic i irònic, va dir d'ella: «No passa cap dia sense que ajudi alguna ànima desvalguda. Realment sembla com si no pogués anar a dormir fins que no hagi fet alguna obra noble. Així que reparteix els seus dons entre persones de tota mena: jueus, cristians, turcs i fins i tot els més desvalguts descreguts. És incansable en la beneficència». Altres fills del matrimoni van ser l'astrònom Wilhelm Beer i el poeta Michael Beer. El 'Meyer' en el seu cognom el va adoptar després de la mort del seu avi.

### Anys d'estudis

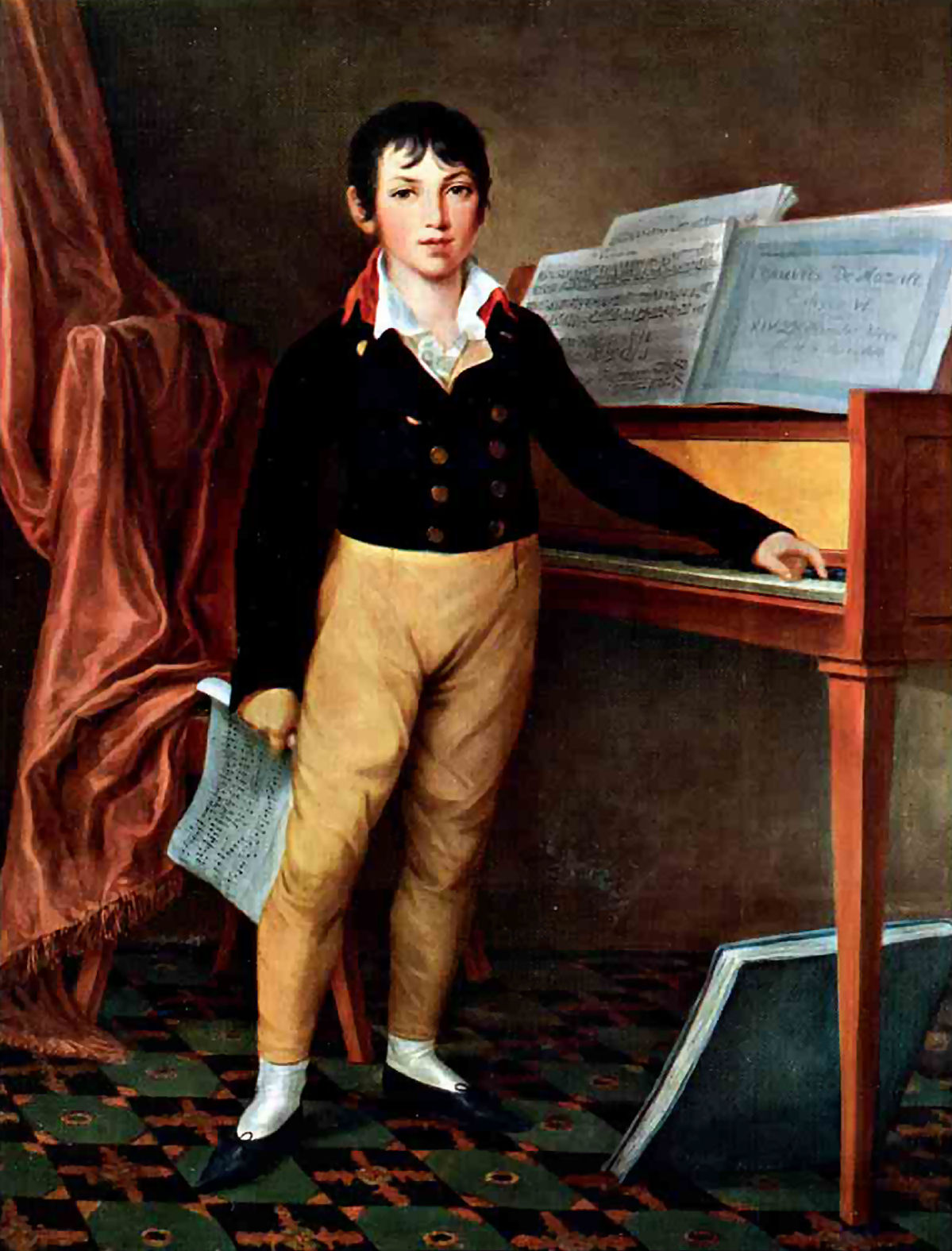
Retrat de Meyerbeer a l'edat d'11 anys, per Friedric Georg Weitsch. Berlín, Institut für Musikforschung

Meyerbeer va estudiar amb els mestres alemanys Carl Friedrich Zelter, amic de Goethe, i el pianista i compositor Franz Lauska, un alumne de Clementi i un mestre apreciat a la capital prussiana. Amb Lauska va fer progressos sorprenents. Va trobar un mentor en Bernhard Anselm Weber, director de l'Òpera de Berlín. Amb ell, Meyerbeer va compondre diverses cantates i altres peces per a festivals familiars, però totes estan perdudes.
Meyerbeer va fer el seu debut als 9 anys, interpretant el Concert per a piano en do menor de Mozart a Berlín. Des d'aquell moment, va ser considerat el millor pianista de Berlín. El 1802, el mateix Clementi va arribar a Berlín amb el seu alumne, el jove i talentós irlandès John Field, en el seu camí cap a Rússia. Van ser convidats a casa dels Beer. Clementi havia deixat d'impartir classes, però estava tan encantat amb el petit músic que va oferir-se a instruir-lo durant la seva estada.
Als dinous anys va anar a Darmstadt, on Vogler presidia com una mena de summe sacerdot de la música la capella de l'elector Carles Teodor. Allà hi va passar dos anys. Entre els seus companys d'estudi es trobava Carl Maria von Weber, cinc anys més gran que ell, i ben aviat va sorgir una amistat càlida i duradora entre els dos joves talents.. Meyerbeer s'allotjava amb Vogler, mentre Weber i el seu amic Gänsbacher tenien habitacions a prop. Durant el dia, l'abat els feia treballar: pràctica a l'orgue i al piano, exercicis rigorosos de composició, freqüents cantates i fugues, correccions i crítiques componien la seva rutina. Es trobaven a la missa, després passaven una estona improvisant als dos orgues de la capella. Les seves vetllades estaven dedicades a la música. De tant en tant feien excursions junts a Mannheim i Heidelberg.

### Primeres composicions
La primera obra important de Meyerbeer va ser una cantata titulada Gott und Natur, interpretada en presència del gran duc de Hesse, que en va quedar tan satisfet que el va nomenar compositor de la seva cort. En aquest moment, Vogler va dir que ja no tenia res més a ensenyar-li.
El debut de Meyerbeer en l'escenari va tenir lloc el desembre de 1812, amb una òpera bíblica en tres actes, Jephtas Gelübte, estrenada a Múnic sense èxit. Wirth und Gast, oder Aus Scherz Ernst, una òpera còmica basada en una història de Les mil i una nits, va tenir una mica més d'èxit a Stuttgart el mes següent, tot i que no va aconseguir més que un interès passatger, va ser suficient per justificar la seva sol·licitud al Teatre Karntnerthor de Viena. Totes dues eren massa antiquades i germàniques per a un públic que havia tastat la música italiana de Rossini, i va fracassar completament. En la seva estada a Viena va escoltar el famós pianista Johann Nepomuk Hummel, que el va impressionar tant per la delicadesa i bellesa del seu toc, que va entrar en una mena de retir voluntari i només al cap de deu mesos de pràctica incessant va fer la seva primera aparició com a virtuós en concerts. Era en el temps del Congrés de 1813, i Viena estava plena de personalitats, i va guanyar immediatament el seu favor. En aquest moment va escriure diverses composicions per a piano, com una polonesa amb acompanyament orquestral, dos concerts per a piano, moltes variacions, marxes i duets per a arpa i clarinet.
Meyerbeer es va desanimar per aquest segon fracàs. Va estar gairebé temptat a renunciar a la composició dramàtica. En aquest moment va conèixer Salieri, el veterà compositor i antic rival de Mozart, qui li aconsellà una escolarització menys rígida i un major coneixement de les capacitats de la veu humana, afegint que trobaria el que li mancava a Itàlia. Meyerbeer va seguir el seu consell però primer va anar un any a París on va escriure dues òperes però no van ser representades.

### A Itàlia
Meyerbeer va arribar a Venècia el 1815, durant el Carnaval, i va ser tan subjugat per la influència del lloc que totes les seves idees anteriors sobre l'art semblen haver estat transformades. En aquell moment, Rossini acabava de començar la seva fenomenal carrera d'èxit, i el seu Tancredi era l'última moda a Venècia. A Itàlia va adoptar el nom de Giacomo (forma italiana de Jacob –Jaume-). Va ser durant aquesta època que va conèixer l'obra de Rossini, que el va impactar profundament. Així ho va definir ell mateix:
| «           | Tot Itàlia estava immersa en una mena de deliciós èxtasi; semblava com si aquesta raça hagués trobat finalment el paradís tan esperat, i l'únic necessari per assolir la felicitat fos la música de Rossini. Quant a mi, vaig ser atret com els altres, totalment independent de la meva voluntat, per aquestes subtils xarxes de sons; semblava estar empresonat en un parc màgic del qual no podia, ni volia, escapar. Totes les meves facultats, tots els meus pensaments, es convertien en italians: després d'haver viscut allà un any, em sentia com un italià nascut. M'havia aclimatat tan completament a aquesta esplendor magnífica de la natura, a aquest art italià, a aquesta vida alegre i fàcil, que no podia fer altra cosa que pensar, sentir i expressar-me en italià. És fàcil entendre que una transformació tan completa de la meva vida interior hagués tingut una influència essencial en el meu estil de composició. No volia, com la gent imagina, imitar Rossini o escriure a la manera italiana, però vaig estar obligat a compondre en l'estil que havia adoptat perquè l'estat de la meva ment em va obligar a fer-ho. | » |
| — Meyerbeer | |   |

Meyerbeer no tenia pressa per fer el seu debut italià. Va calcular totes les possibilitats d'èxit i fracàs amb referència al seu propi judici sobre si mateix. Així la primera òpera italiana, Romilda e Costanza, no es va representar fins al 1818. Els paduans van rebre l'obra amb entusiasme, com assenyala Fétis, «no només per la música i el talent de la prima donna (Pisaroni), sinó perquè Meyerbeer era considerat per ells com a membre de la seva pròpia escola, en qualitat de deixeble de Vogler, ell mateix deixeble de Valotti». Va seguir Semiramide riconosciuta, estrenada a Torí el 1819, i després va arribar Emma di Resburgo (Venècia, 1820), que immediatament va establir la reputació del mestre. Aquesta òpera aviat va viatjar a Alemanya, on va proclamar l'apostasia del compositor i va suscitar una tempesta de crítiques enfurismades. Weber va escriure: «Em fa mal al cor veure un compositor alemany de poder creatiu abaixar-se a ser un simple imitador per guanyar-se el favor de la multitud».
La darrera i més exitosa de les seves òperes italianes, Il crociato in Egitto, estrenada a Venècia el 1824. Mostra un avanç decidit sobre les anteriors; com si hagués intentat mostrar que podia combinar ambdós mètodes: el lleuger italià i el seriós alemany. Va ser escoltada arreu d'Europa, a Barcelona, Londres i París el 1825 i fins i tot a Sant Petersburg. I una companyia italiana la va cantar a Rio de Janeiro.

### A París

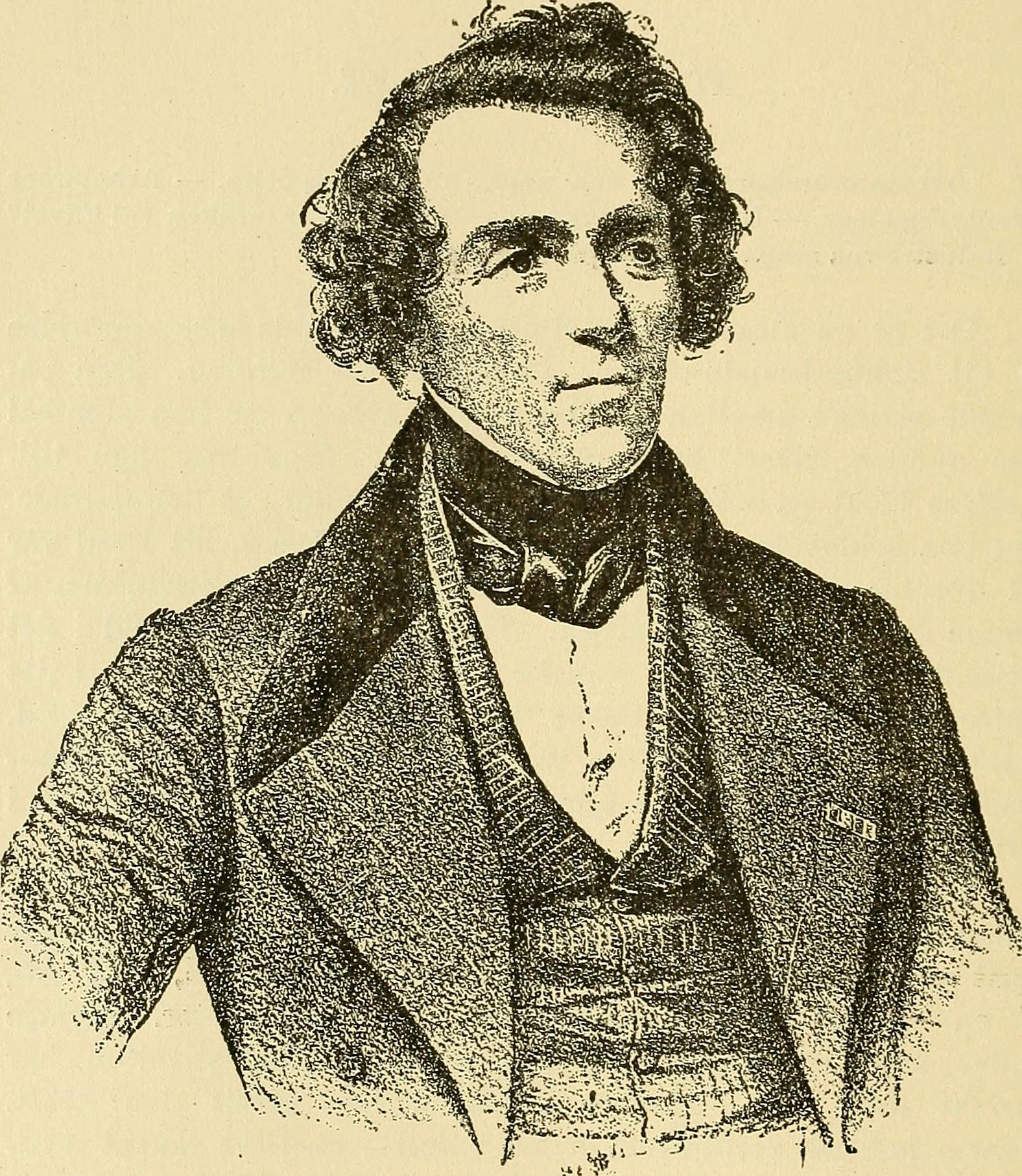
Giacomo Meyerbeer

Poc després del seu retorn a Berlín, va perdre el seu pare, però va trobar consol en l'amor per la seva cosina Minna Mosson, amb qui es va casar el 1827. Mentrestant, va veure que París era el lloc per a ell, i va establir la seva residència allà, on, enmig del ferment intel·lectual de l'època, la seva ment trobava una estimulant meravellosa. Va forjar relacions amistoses amb Cherubini, Boieldieu, Auber, Habeneck, Halévy i Adam; i ell i Rossini, malgrat totes les seves rivalitats, eren els millors amics. No obstant això, Rossini va dir una vegada: «Meyerbeer i jo mai podrem estar d'acord»; i quan algú va preguntar sorprès per què, va respondre: «Meyerbeer prefereix la xucrut més que els macarrons!»
Durant diversos anys no va escriure res de rellevància. Fins que el competent poeta francès Eugène Scribe li va proporcionar un llibret. Altres circumstàncies van retardar la producció de la primera obra a París: el seu casament, la mort d'un fill, la revolució de juliol, la incertesa sobre la gestió del teatre. Però finalment el Louis-Désiré Véron, el nou director reial, va acordar estrenar-la. Els assajos van durar gairebé cinc mesos i només el 21 de novembre de 1831 es va representar per primera vegada Robert le diable. Efectes escènics, contrastos impactants, una instrumentació nova i brillant, melodies fascinants, força dramàtica, tot va captivar el públic. Meyerbeer va saber unir a la melodia fluida dels italians, l'harmonia sòlida dels alemanys i la declamació patètica i el ritme variat i picant dels francesos. Aquesta òpera va fer la fortuna del teatre. Es va representar 333 vegades en vint anys. Es va representar a Viena més 400 vegades en cinquanta anys.

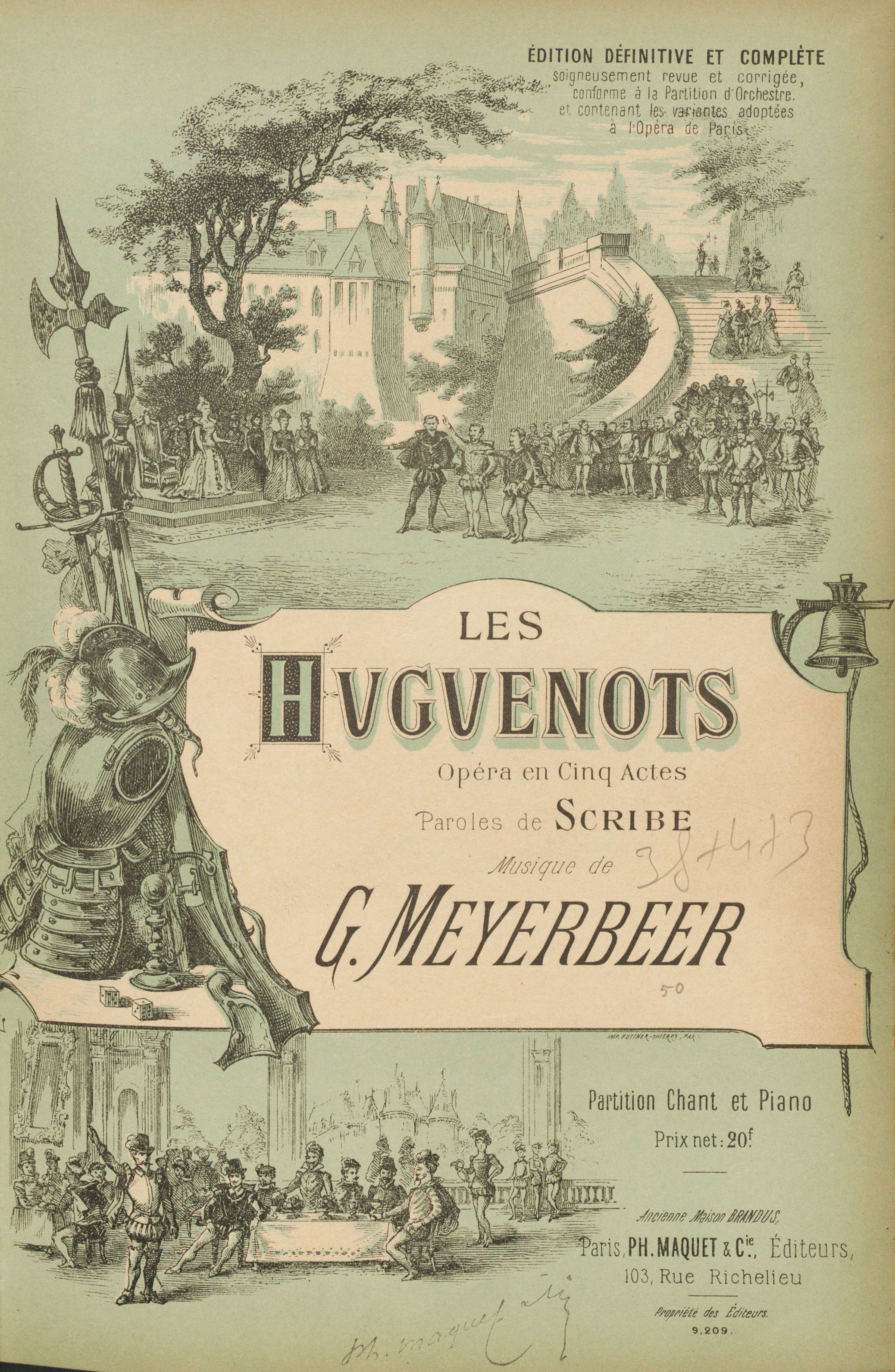
Portada de la partitura vocal de Les Huguenots de Giacomo Meyerbeer

Robert le diable és considerada la primera Grand opéra. La fusió d'una música brillant, argument melodramàtic i sumptuoses posades en escena van esdevenir una fórmula d'èxit que Meyerbeer repetiria el 1836 amb Les Huguenots (1836), amb un llibret també proporcionat per Scribe. Al principi no va tenir tant èxit com Robert, però el públic aviat va aprendre a apreciar les seves belleses. Berlioz la va anomenar una enciclopèdia musical, amb prou material per a vint òperes normals. Mentrestant, els crítics alemanys van ser encara més severs amb aquesta obra que amb Robert. Schumann no hi va veure res més que falsedat i artifici. Va refusar totes les òperes de Meyerbeer.
El proper gran projecte de Meyerbeer va sorgir a partir d'una novel·la alemanya que li havia agradat. Va consultar amb Scribe i el llibret va estar ràpidament a les seves mans. Ell en va trobar defectes. Scribe el va modificar una vegada i una altra, però no va agradar al compositor; ansiós pels seus drets d'autor, va amenaçar amb un judici si l'obra no es representava. Meyerbeer va evitar el dilema tornant a Berlín i, quan va tornar a París, Scribe era a Roma. Així, la gran òpera L'Africaine va quedar només com un projecte incomplet. Va romandre en estat embrionari durant molt de temps per representar-se pòstumament el 1865.

### A Berlín

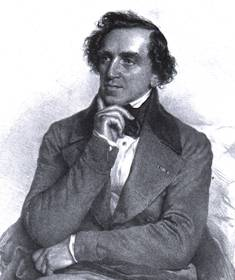
Giacomo Meyerbeer. Litografia de Josef Kriehuber, 1847.

Els honors van venir ràpidament de tot Europa. Spontini va renunciar al seu càrrec a Berlín, i Meyerbeer va ser nomenat kapellmeister en el seu lloc. Va anar a viure a Berlín on va escriure diverses cantates, salms, motets per a la capella, marxes i les seves famoses Fackeltanzen (1844). La seva única òpera original per a Berlín va ser titulada Ein Feldlager in Schlesien. Va ser representada per primer cop el desembre de 1844, per celebrar la inauguració del nou teatre d'òpera. Es va representar diverses vegades amb gran èxit, especialment l'any següent, quan la seva protegida, la jove cantant sueca Jenny Lind, va fer el seu debut alemany amb el paper de Vielka, nom que va rebre l'òpera quan es va estrenar a Viena al cap de tres anys.
El 1849 va estrenar Le Prophète a París, també de Scribe. El mateix any, va anar a Londres amb Jenny Lind, on van compartir una recepció gairebé sense precedents pel seu entusiasme. Les expectatives estaven massa altes i, malgrat els esforços d'un gran elenc de cantants, hi va haver una sensació general de decepció. En tornar a Berlín, va estrenar Rienzi de Richard Wagner. Meyerbeer ja havia fet amistat amb Wagner, a qui havia trobat vivint en la pobresa a París. Va ser recompensat amb una ingratitud que fins i tot els admiradors de Wagner van trobar difícil d'explicar.
Per primera vegada en la seva història, l'Opéra-Comique va obrir el 1854 les portes a un estranger. Meyerbeer va obtenir el permís per escriure per a aquell escenari de renom mundial, i la seva primera obra va ser L'étoile du nord. A causa de l'esclat de la guerra amb Rússia, la censura gairebé en va prohibir la presentació; però, gràcies a la influència personal de Napoleó III, es va permetre després de fer alguns canvis textuals, com eliminar l'expressió "Vive la Russie" i canviar la paraula "tsar" per "cel". La nit de l'estrena, gairebé totes les peces van ser reclamades per a repetició. En menys d'un any, es va representar cent vegades.
Els següents cinc anys van estar ocupats amb diversos treballs: viatges a Itàlia i a estacions balnearis; amb composicions de relatiu petit interès. Fins que el 1859 es va estrenar la seva pròxima òpera còmica sota el títol Dinorah.
Els últims anys de la vida de Meyerbeer, malgrat estar animats per nombrosos honors distingits —regals de reis i emperadors, l'homenatge de moltes societats—, també van ser entelats per la mort de molts amics: Spohr i Lord Westmoreland, els seus llibretistes francesos i alemanys, Scribe i Bellstab, i altres. Tot es va veure agreujat per problemes de salut i de visió. Un editor suec que el va visitar al voltant del seu cinquanta aniversari el va descriure com "un home vell i petit, benevolent, amb una expressió de poder i agudesa en la seva actitud, i amb un comportament delicat però senzill. El seu rostre marcat tenia una aparença especialment astuta i humorística; i aquells esperits fantàstics, que han captivat el món en les peces nocturnes de Robert i Le prophète, semblen amagar-se en les seves arrugues".
El 1861, Meyerbeer va celebrar el seu setantè aniversari, recordat per molts amics i admiradors. Aquest mateix any, va escriure per a l'Exposició Internacional de Londres una marxa festiva en tres parts. Aquest va ser el seu últim gran èxit. La seva salut deteriorada i els problemes amb la vista es van fer més alarmants. De tant en tant, la seva antiga energia esclatava i treballava en la seva òpera preferida L'Africaine, que l'ocupava des de feia molts anys.

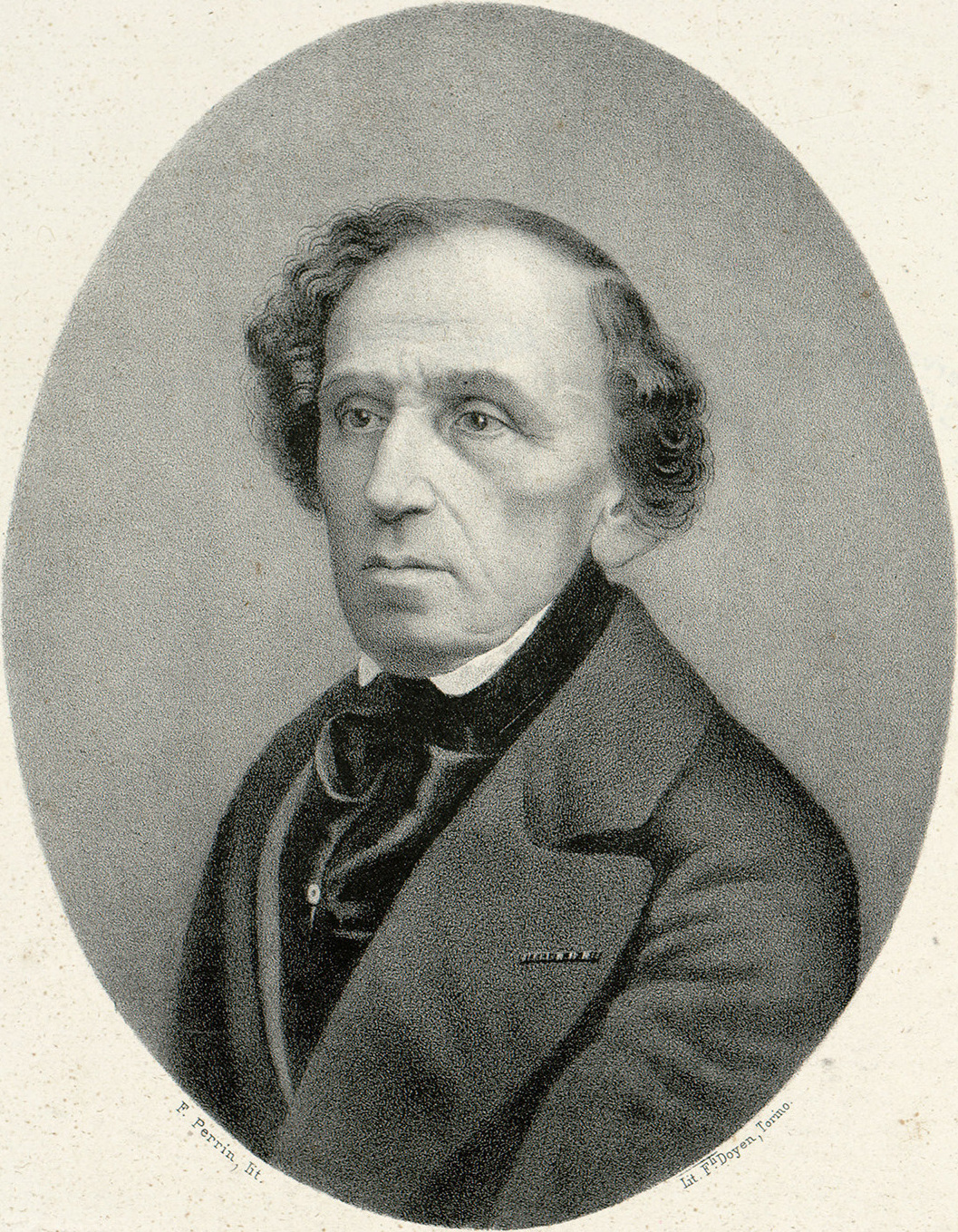
Giacomo Meyerbeer per Émile Perrin

Meyerbeer va morir al carrer Montmartre el 2 de maig de 1864. Rossini, quan va saber la notícia, es va desmaiar. Després va sortir a passejar pel Parc Monceau, on va anotar una meditació religiosa dedicada al seu "pobre amic Meyerbeer". El cos de Meyerbeer va ser traslladat a Berlín. Va ser acompanyat fins a l'estació per una impressionant multitud de persones destacades, acompanyades de música. De camí a Berlín, en cada parada es manifestaven mostres de dolor. Va ser enterrat al costat de la seva mare, a la tomba familiar del cementiri jueu.
A causa de diverses circumstàncies, com ara els excessius costos de les posades en escena, els repartiments extensos de cantants amb grans facultats i sobretot el canvi de les predileccions del públic, provocat, en part, per l'ascensió de Wagner, en van provocar la gradual desaparició dels escenaris. Posteriorment, la música de Meyerbeer va ser prohibida a Alemanya durant el Tercer Reich, a causa dels orígens jueus del compositor. Avui dia les seves obres gaudeixen d'un cert reviscolament i es representen i s'enregistren amb més assiduïtat.
Va ser immensament ric, tant pels seus orígens familiars com per la fortuna que li va reportar l'èxit de les seves òperes. Però sempre va viure amb frugalitat quan estava a París, amb només un criat; treballava amb diligència com si fos pobre, dient: «Sóc, sobretot, un artista, i em satisfà pensar que podria haver-me sostingut amb la meva música des dels set anys. A Berlín, és cert, mantinc un cert estil; però a París, no tinc cap desig de distanciar-me dels meus companys i jugar al ric amateur».
Sempre va mantenir la fe jueva, a diferència del que van fer alguns dels seus contemporanis (per exemple Mendelssohn). Es van arribar a difondre rumors que insistien que l'èxit de Meyerbeer es devia al fet que subornava els crítics. Richard Wagner va atacar-lo injustament en el seu libel El judaisme en la música, acusant-lo d'estar interessat només en els diners i no pas en la música. Però en realitat Meyerbeer va ser un músic seriós i sensible. Amb flegma va resignar-se a ser una víctima del seu propi èxit.
Els extensos diaris i la correspondència de Meyerbeer van sobreviure miraculosament als avatars del segle xx i actualment es troben publicats. Evidentment, són una font de valor incalculable per a l'estudi de la música lírica del segle xix.

## Meyerbeer i Wagner
La mordaç campanya de Wagner contra Meyerbeer, iniciada amb el seu antisemita article Das Judenthum in der Musik (El judaisme en la música) de 1850, va tenir una notable influència en el declivi de la popularitat de Meyerbeer després de la seua mort, el 1864. Aquesta campanya va ser tant una qüestió de rancor professional com de racisme. Wagner va trair l'ajut que, en la seua joventut, havia rebut de Meyerbeer per a la primera producció de la seua òpera Rienzi a Dresden. A més, la influència de Meyerbeer en aquesta òpera és evident, fins al punt que irònicament ha estat definida com «l'obra amb més èxit de Meyerbeer» (també injustament, perquè en el seu temps mai no va superar l'èxit de les òperes de Meyerbeer).
Tanmateix, Wagner va ressentir-se dels èxits continuats de Meyerbeer, més encara en una època poc receptiva a la visió sobre l'evolució de l'òpera alemanya que Wagner defensava. Després de la Revolució de 1848 a Dresden, Wagner es va convertir durant uns anys en un refugiat polític, fugint d'una sentència de presó a Saxònia. Durant aquest període, en què estava gestant la tetralogia L'Anell del Nibelung, va patir dificultats econòmiques, sense més ingressos que els que li proporcionava el periodisme i el suport d'alguns mecenes, i poques oportunitats de representar les seues obres. L'èxit de Le Prophète va portar Wagner fins al límit del que podia resistir. Després de la mort de Meyerbeer, Wagner va reelaborar el libel (1868) ampliant-ne l'extensió i incloent-hi atacs encara més explícits vers Meyerbeer. Aquesta versió extensa es va publicar amb la signatura de Wagner –la primera versió havia estat publicada amb pseudònim– i com ara Wagner exercia una garn influència, a causa de la seua creixent reputació, els seus punts de vista van adquirir una major repercussió i acceptació.
Aquests atacs a Meyerbeer (com també els adreçats a Mendelssohn) es consideren una fita significativa en l'evolució de l'antisemitisme alemany.
L'any 1913 el compositor, crític musical i escriptor anglès Arthur Hervey (1855-1922) va escriure una extensa biografia de Meyerbeer.

## Llista d'òperes
- Jephtas Gelübte; Múnic, 23 de desembre de 1812
- Wirt und Gast; Stuttgart, 6 de gener de 1813
- Das Brandenburger Tor; composta per a Berlín, 1814
- Romilda e Costanza; Pàdua, 19 de juliol de 1817
- Semiramide riconosciuta; Torí, Teatro Regio, març de 1819, escrita expressament per a la cantant Caroline Bassi-Manna[32] (representada en temps recents a Bad Wildbad, 2005)
- Emma di Resburgo; Venècia, Teatre de San Benedetto, 26 de juny de 1819
- Margherita d'Anjou; Milà, 14 de novembre de 1820
- L'Almanzore; probablement composta entre 1820 i1821 per a Roma, on no obstant no va ser estrenada. És possible que quedara inacadaba i que la música fóra reutilitzada per a L'esule di Granata
- L'esule di Granata; Milà, 12 de març de 1821
- Il crociato in Egitto; Venècia, Teatre La Fenice, 7 de març de 1824, revisada en diverses ocasions per l'autor
- Robert le diable; París, Opéra, 21 de novembre de 1831
- Les Huguenots; París, Opéra, 29 de febrer de 1836
- Ein Feldlager in Schlesien; Berlín, Hofoper, 7 de desembre de 1844 Revisada com Vielka, Viena, Teatre an der Wien, 18 de febrer de 1847
- Le Prophète; París, Opéra, 16 d'abril de 1849
- L'étoile du nord; París, Opéra Comique, 16 de febrer de 1854 En part basada en la primerenca Feldlager in Schlesien, revisada sobre text italià, Londres, Covent Garden 19 de juliol de 1855. Aquesta òpera fou traduïda a l'italià per Hermán Picchi, i que va merèixer els elogis de Meyerbeer.[33]
- Le Pardon de Ploërmel; París, Opéra Comique, 4 d'abril de 1859 revisada sobre text italià com Dinorah, Londres, Covent Garden 26 de juliol de 1859
- L'Africaine; París, Opéra, 28 d'abril de 1865 (pòstuma)